# 匿名・流動型犯罪グループ
匿名・流動型犯罪グループ（とくめい・りゅうどうがたはんざいグループ）は、2023年7月に警察庁が「SNSを通じて募集する闇バイトなど緩やかな結びつきで離合集散を繰り返す集団」と定義した組織犯罪の類型。略称は匿流（とくりゅう、トクリュウ）。

## 概要
暴力団・準暴力団（通称：半グレ）との関連も指摘される場合がある一方で、従来型の反社会的勢力のような統制がないため、勢いに任せて犯行に及ぶ傾向がみられる。
2024年3月には、2021‐2024年の3年間の累計で検挙された人数が1万人を超え、捜査が強化されている。内訳は特殊詐欺が6170人、薬物営利犯が2292人、犯罪インフラ犯（旅券偽造、不法就労助長、地下銀行など）が1721人、闇バイト関係（強盗や窃盗などの実行犯）が195人となっている。また、匿名・流動型犯罪グループの中には、資金の一部を暴力団に上納するなど暴力団と関係を持つ実態も認められるほか、暴力団構成員が匿名・流動型犯罪グループと共謀して犯罪を行っている事例もあり、このような集団の中には暴力団と匿名・流動型犯罪グループとの結節点の役割を果たす者が存在するとみられている。またSNSを利用した投資詐欺やロマンス詐欺、インターネットバンキングの不正送金、クレジットカードの不正利用に関与しているとみられている。一部報道によると、特定のデモ活動へのサクラの動員にも関与しているという。
2025年4月に公表された警察庁のまとめでは、2024年の1年で摘発人数が全国で1万105人となった。そのうち実行役を集める「リクルーター」や指示役らは1011人で、末端の実行役はほぼ使い捨てで9094人であった。罪種別の内訳では、銀行口座の譲渡など犯罪収益移転防止法違反が3293人、詐欺が2655人、窃盗が991人、麻薬取締法違反などの薬物事犯が917人である。

## 主な事件

### ルフィ広域強盗事件
2022年5月から2023年1月にかけて、日本全国で発生した一連の強盗および強盗殺人事件。指示役たちはフィリピンを拠点として、インスタントメッセンジャー「テレグラム」を使い日本国内の実行役を募り、指示していた。トクリュウの代表的なケースとされる。

### 海田町事件
2022年6月、広島県安芸郡海田町で発生した強盗致死・監禁・死体遺棄事件。被害者男性は投資金の返還を名目に監禁され、長時間にわたり暴行を受け死亡したとされ、遺体は未発見である。事件では「回収屋」や「釈迦憎」を名乗るグループがSNS等を通じて威圧・脅迫を繰り返し、暴力的に債権回収を行っていたと報道された。
主犯格の今泉俊太は2024年10月10日に広島地方裁判所で無期懲役判決を受け、2025年7月22日に広島高等裁判所で控訴棄却となり判決が確定した。
この事件では、X（旧Twitter）を利用した匿名アカウント群による組織的な脅迫や虚偽情報の流布も確認されており、こうした匿名性と流動性を持つネットワーク構造、実行役・補助役を分担して反復継続的に違法行為を行う形態は、警察庁が定義する匿名・流動型犯罪グループ（トクリュウ）の特徴と合致すると考えられている。

### 首都圏連続強盗事件
2024年8月以降、関東地方で発生している一連の強盗および強盗殺人事件。闇バイトを実行役としている。

### 2025年の抗争事件
2025年、名古屋のグループが大阪のグループを襲撃する手前で検挙される事件が続発。名古屋のメンバーが凶器準備集合罪などで逮捕され、同年6月には警察に任意の解散届を提出した。なお、警察は解散の確証がないとして、今後もグループの捜査を続けるとしている。

## 警察の対応
2025年に第31代警察庁長官に就任した楠芳伸は就任会見においてトクリュウ対策の強化を表明した。

### 全国的な特殊詐欺捜査体制の構築
2024年4月から、他の都道府県警察から依頼を受けて管轄区域内で捜査を遂行する「特殊詐欺連合捜査班」を、各都道府県警察に構築。また、警視庁約200名、埼玉県警約70名、千葉県警約70名、神奈川県警約60名、愛知県警約30名、大阪府警約40名、福岡県警約25名からなる計500名の専従の捜査員を配置。また、2025年10月から警察庁にトクリュウ対策の司令塔となる情報分析室を設置。さらに捜査の主力を担う警視庁の対策本部には、46道府県警から捜査員200人を出向させることとした。

### 新部署の設置
一部県警ではトクリュウ対策の部署を設置している。
- 警察庁 - 長官官房に匿名・流動型犯罪グループ担当の参事官を新設（初代：石井啓介警視長）[23][24]。トクリュウ捜査を計画・立案する30人余りの参事官室も新設し、指揮命令系統を一本化[25]。
- 警視庁- 2022年12月、副総監をチーム長、組織犯罪対策部長を副チーム長とし、情報の集約・分析を行う「犯罪集団等の実態解明及び取締りに関する特命チーム」を発足。分析した事案は案件ごとに部門横断のタスクフォースを立ち上げ、捜査にあたる[19][26]。
- 北海道警 - 2024年4月、専門部署「組織犯罪対策1課」を新設[27]。
- 岩手県警 - 2024年9月2日、およそ100人体制の部署横断型の対策チームを設置[28]。
- 石川県警 - 2024年11月20日、部門横断の250人態勢のプロジェクトチームを発足[29]。
- 滋賀県警 - 2024年11月26日、「犯罪抑止戦略推進本部」を設置したほか、県と協力して「トクリュウ・闇バイト・詐欺・強盗緊急対策プラン」を策定[30]。
- 福岡県警 - 2024年4月、分野横断的に捜査員を集めた約100人の部署「組織犯罪捜査課」を新設。また、その中に25人の「連合捜査係」を設置し、他県警との連携も推進[31]。
- 長崎県警 - 2024年11月5日、対策プロジェクトチームを発足[32]。

### 闇バイト応募者の保護
警察は、闇バイトに応募した人から「指示役に個人情報を知られ、脅されている」などと相談を受けた場合、本人や家族を保護するとしている。そのような相談を受け保護したケースは、2024年11月末までに全国で125件に上る。そのうち、7割が10代から20代である一方、50代以上も1割いる。